# Európa kék szalagja, a Duna
Az Európa kék szalagja, a Duna egy színes, 28 részes magyar ismeretterjesztő filmsorozat, ami egy evezős túra keretében mutatja be a Dunát és a folyó partján lévő nevezetességeket, a Fekete-erdőtől a Fekete-tengerig. 
A Másfélmillió lépés Magyarországon, az …és még egymillió lépés és a Kerekek és lépések című sorozatok alkotói készítették, a túra az Újpesti Hajós Klub szervezésében került megrendezésre, a Millennium és az ezredforduló alkalmából. A korábbi három sorozattal ellentétben ennek a sorozatnak a készítését már nem tudta a televízió finanszírozni, így magán tőke bevonásával készült el. A túrát 1999. július 9-én kezdték meg, először a Fekete-erdőtől Budapestig tartó szakaszt evezték végig 28 nap alatt, majd 1 évvel később, 2000. július 8-án a Budapest – Fekete-tenger szakasz következett, amit 33 nap alatt teljesítettek, és augusztus 9-én érkeztek meg a tengerhez.
Az első évadot először az m1 csatorna sugározta 2001. december 2-től 2002. február 3-ig, míg a második évadot az m2 csatorna, 2006. március 30-tól június 9-ig.

## Története
A Másfélmillió lépés Magyarországon attya, Rockenbauer Pál régi terve volt a Vízi Nagy Kör nevű túráról filmet készíteni, ám ezt már nem tudta megvalósítani. 1994-ben a Magyar Televízió ismét elővette az ötletet, és megbízták Gyenes Károlyt, Rockenbauer közvetlen munkatársát a sorozat elkészítésével. Gyenes ekkor kereste meg az Újpesti Hajós Klub vezetőjét Varga Jánost. Végül a televízió nem adta meg a támogatást. Amikor a Hajós Klub a millenium alkalmából elhatározta, hogy végig evezik a Dunát, akkor Gyenes Károly ragaszkodott hozzá, hogy filmezzék végig. Mivel a televíziótól támogatást nem kaptak, így magán tőke bevonásával készült el. Gyenesék 500 ezer forinttal kalkuláltak, ami végül 10,5 millióval több lett. A két évig tartó forgatás után az 1999-ben forgatott első évadot már 2001-ben láthatta a közönség, azonban a 2000-ben forgatott második évad a szűkös anyagi helyzetek miatt csak jóval később, 2006-ban kerülhetett a közönség elé. A sorozat természetesen viszi tovább azt a szellemiséget, amit Rockenbauer Pál indított el útifilmjeivel.

## Stáb
- Írta és rendezte: Gyenes Károly
- Operatőr: Stenszky Gyula, Szabados Tamás, Pápay Zsolt, Pataki Lajos
- Vágó: Tompolusz Aposztolisz, Megyesi Sándor
- Hangmérnök: Faludi Sándor
- Zenei szerkesztő: Herczeg László
- Gyártásvezető: Péterfay Attila
- Producer, szakmai vezető: Varga János
- Szerkesztő: Gyenes Károly
- Narrátor: Gróf Miklós
- Csapattagok (akiknek a neve elhangzik): Fábry Sándor, Filippényi László, Gráner János, Grunovszky Gábor, Kocs Ilona, Korbel Oszkár, Pereházy Pál, Perger Péter, Péterfay Tamás, Somlai Sándor, ifj. Varga János

## Epizódok

### 1999
- 1. rész: Nehéz indulás
- 2. rész: Szivárgás és áttörés
- 3. rész: Zúg és zuhog
- 4. rész: A Duna dolgozni kezd
- 5. rész: Erőmű-lánc
- 6. rész: Nagykorúvá válunk
- 7. rész: Munkaszünet
- 8. rész: Hurkok és határok
- 9. rész: Várak és templomok
- 10. rész: Az első főváros
- 11. rész: Belépünk a Kárpát-medencébe
- 12. rész: A Szigetközben
- 13. rész: A Dunakanyar
- 14. rész: A Szentendrei-Dunán

### 2000
- 15. rész: Dunapest
- 16. rész: Homokhatár
- 17. rész: Királyok futása
- 18. rész: Háború és háború
- 19. rész: ...török átok
- 20. rész: Zuhatagos múlt
- 21. rész: Nagyon szoros
- 22. rész: Búcsú a hegyektől
- 23. rész: Szabad folyók, szabad emberek
- 24. rész: A déli végeken
- 25. rész: Dobrudzsa partjain
- 26. rész: A természet hangjai
- 27. rész: A tenger üzenetei
- 28. rész: A deltában

## További sorozatok
- A túra sikerén felbuzdulva a csapat 2008–2009-ben forgatta le a Tiszát bemutató sorozatát Szép, szőke szerelmünk, a Tisza címmel.